# Lacul Vidraru
Lacul Vidraru este un lac de acumulare creat în anul 1965 de Barajul Vidraru în județul Argeș, pe râul Argeș, pentru producția de energie electrică, irigații și prevenirea inundațiilor. De asemenea, lacul și instalațiile adiacente sunt folosite pentru recreere, turism și sporturi.

## Descriere
Situat între Munții Frunții și Masivul Ghițu, lacul adună apele râurilor Capra, Buda și ale câtorva afluenți direcți (Râul Doamnei, Cernatul și Vâlsanul, Topologul, râul Valea lui Stan și Limpedea), cu un debit total de cca 5,5 m3/s.
Suprafața totală a lacului este de 893 ha, lungimea de 10,3 km, lațimea maximă de 2,2 km în zona Valea Lupului – Călugărița și o circumferință de 28 km. Adâncimea maximă a apei este de 155 m lânga barajul curbat înalt de 166 m, cu o lungime la coronament de 307 metri. Volumul apei este de 465 milioane mc. Nivelul normal de retenție este de 830,00 metri deasupra nivelului mării (mdM).
Construirea barajului Vidraru a durat cinci ani și jumătate începând în anul 1960. Pentru această realizare au fost necesare 42 km de tunel subteran, au fost excavate 1.768.000 de m3 de rocă, din care aproximativ 1 milion în subteran, s-au turnat 930.000 m3 de beton din care 400.000 de m3 în subteran și, de asemenea, au fost instalate 6300 de tone de echipament electromecanic.
La data de finalizare,  acesta s-a situat, măsurat la înălțime, pe locul 8 în Europa și pe locul al 20-lea în lume.
Pe Barajul Vidraru se poate practica sportul extrem de Bungee jumping. De asemenea, pe malul lacului există și o suprafață potrivită pentru camping.
Într-un an hidrologic mediu, uzina de energie hidroelectrică Vidraru amplasată subteran poate produce energie electrică de aproximativ 400 GWh. Ea are o capacitate instalată de 220 MW.
De la orașul Curtea de Argeș venind spre DN1 (comuna Cârțișoara, SB), drumul care trece prin fața uzinei hidroenergetice Vidraru, pe baraj, urmat prin dreapta lacului Vidraru este spectaculosul Transfăgărășan (DN7C).

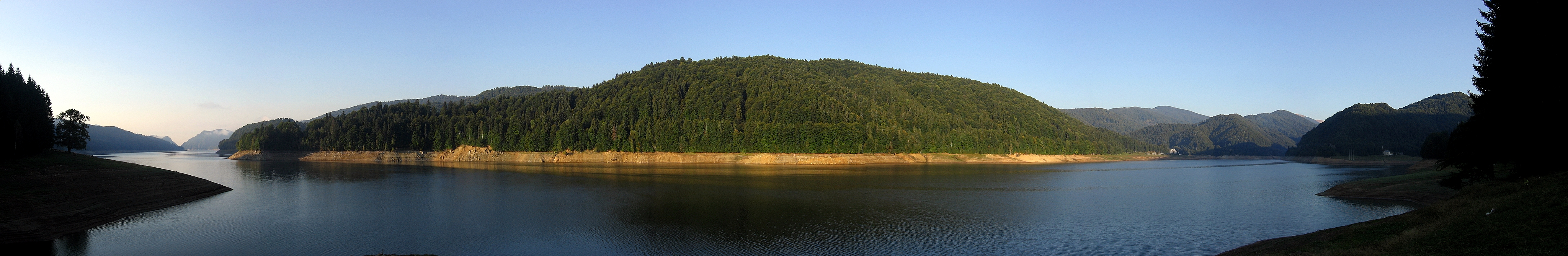
Imagine panoramică a lacului Vidraru

Conform „Planului de Apărare al Argeșului”, împotriva dezastrelor, dacă s-ar întâmpla ca barajul Vidraru să se rupă, viitura ar atinge 12 metri înălțime în Pitești, în 72 de minute de la ruperea barajului.

## Galerie imagini

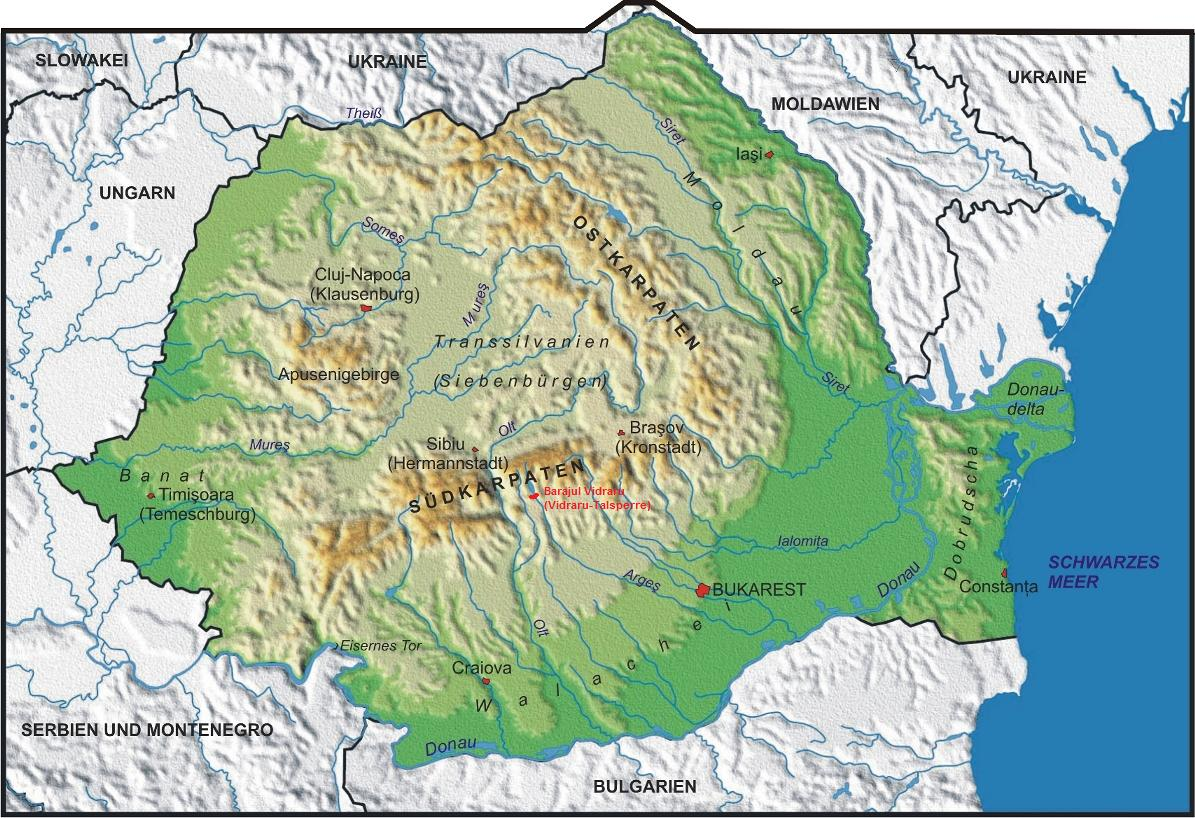
Poziția geografică a barajului Vidraru
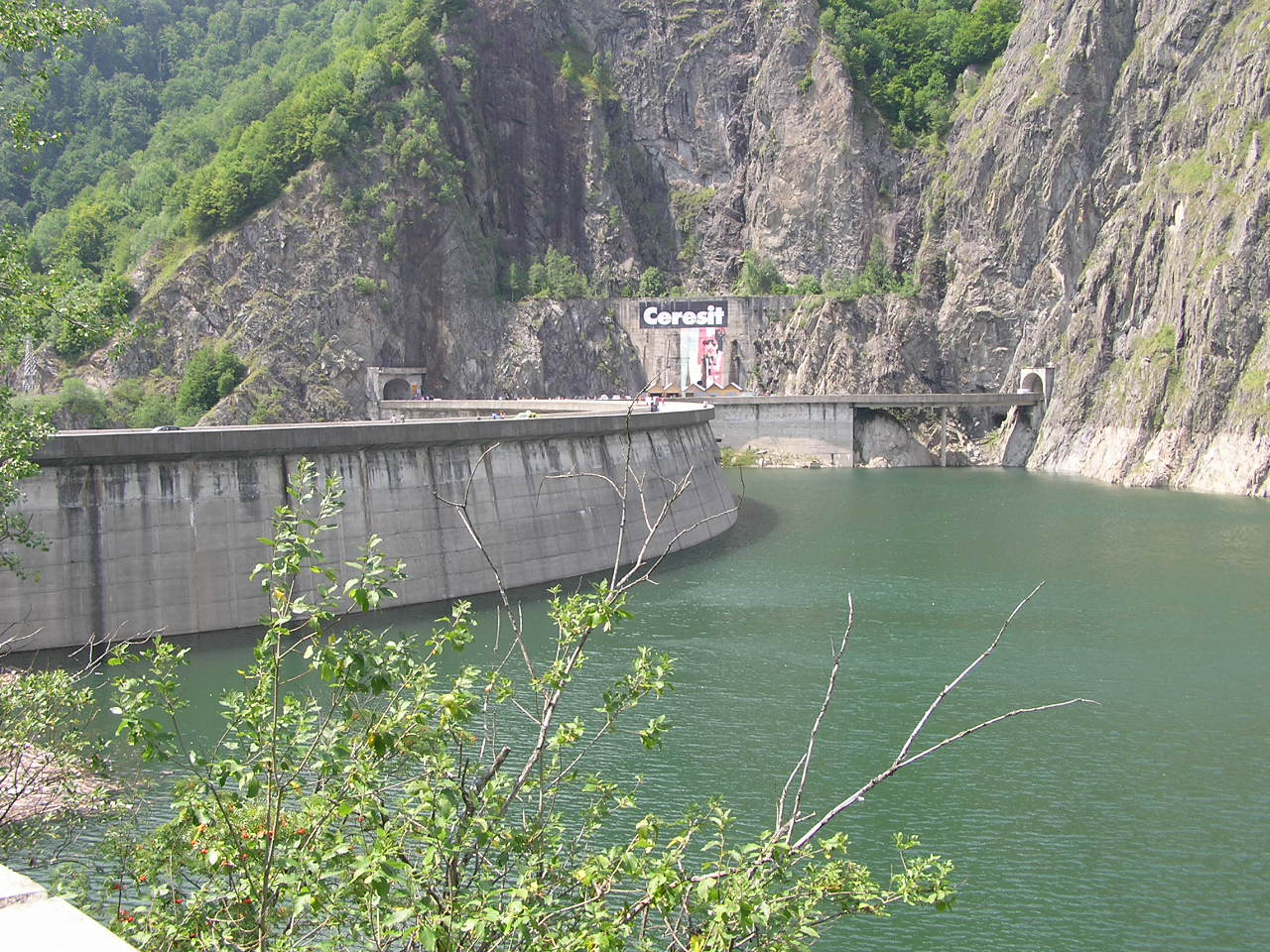
Barajul Vidraru
Statuia lui Prometeu ca simbol al electricității, lîngă Barajul Vidraru, realizată de Constantin Popovici
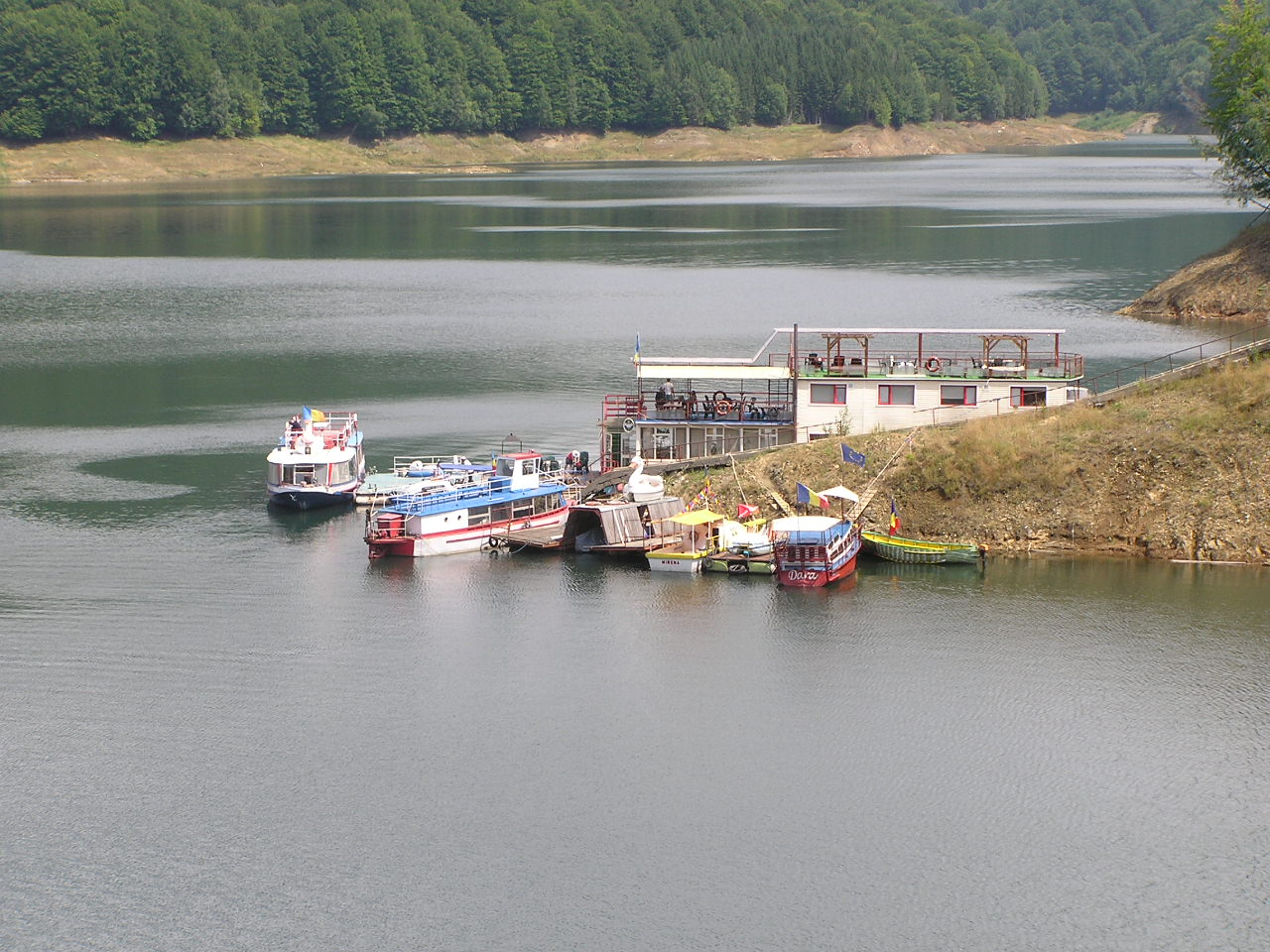
Debarcaderul pe Lacul Vidraru
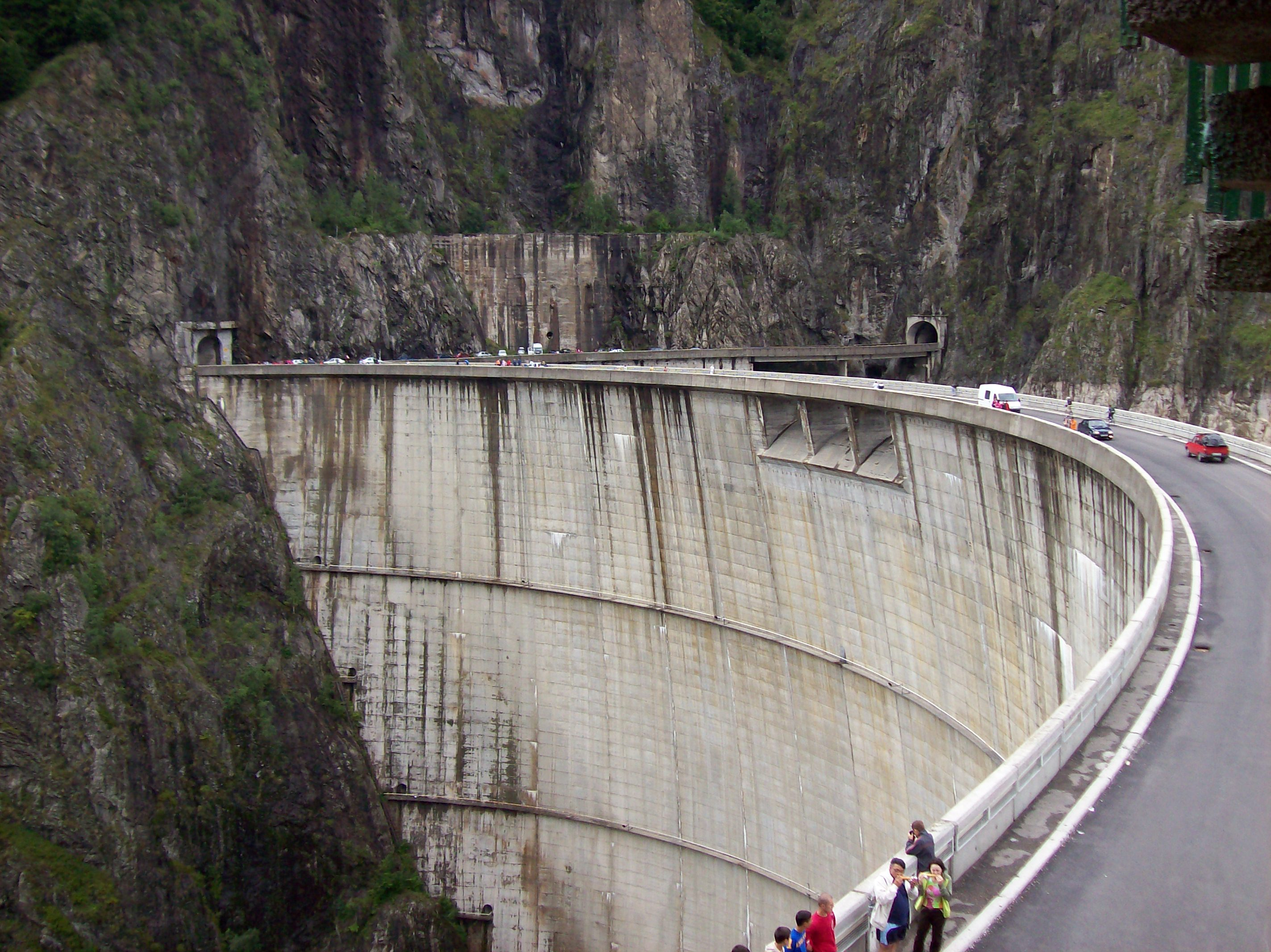
Barajul Vidraru
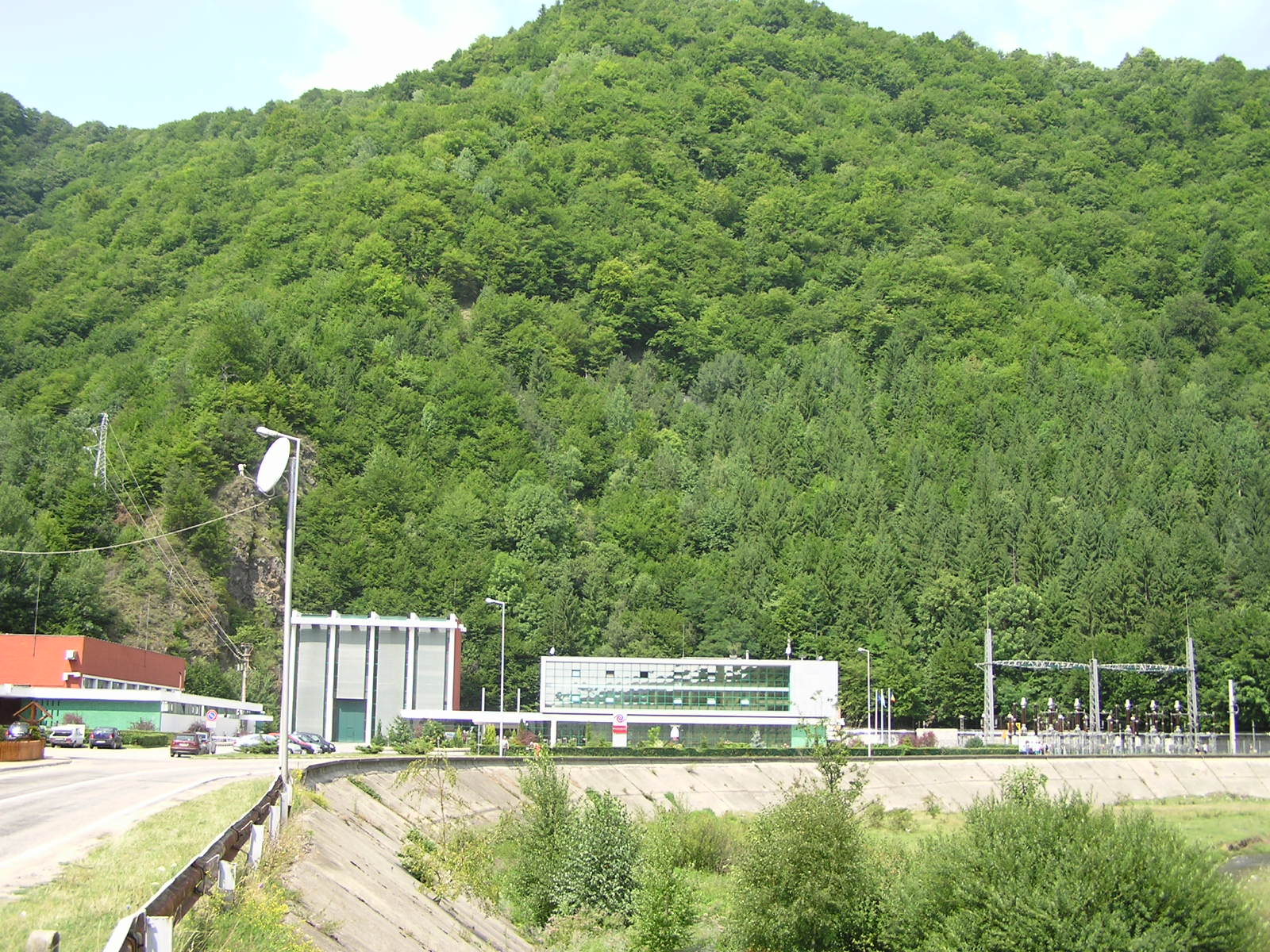
Hidrocentrala de la Vidraru
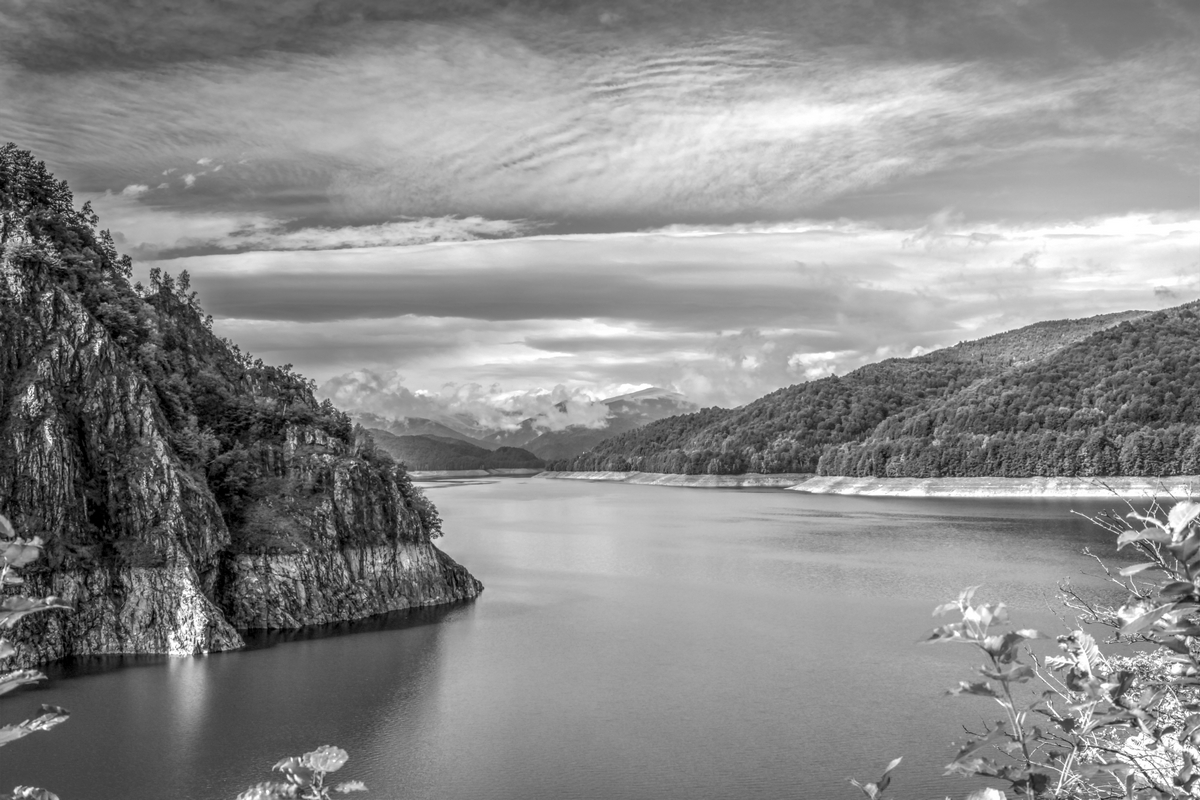
Lacul Vidraru
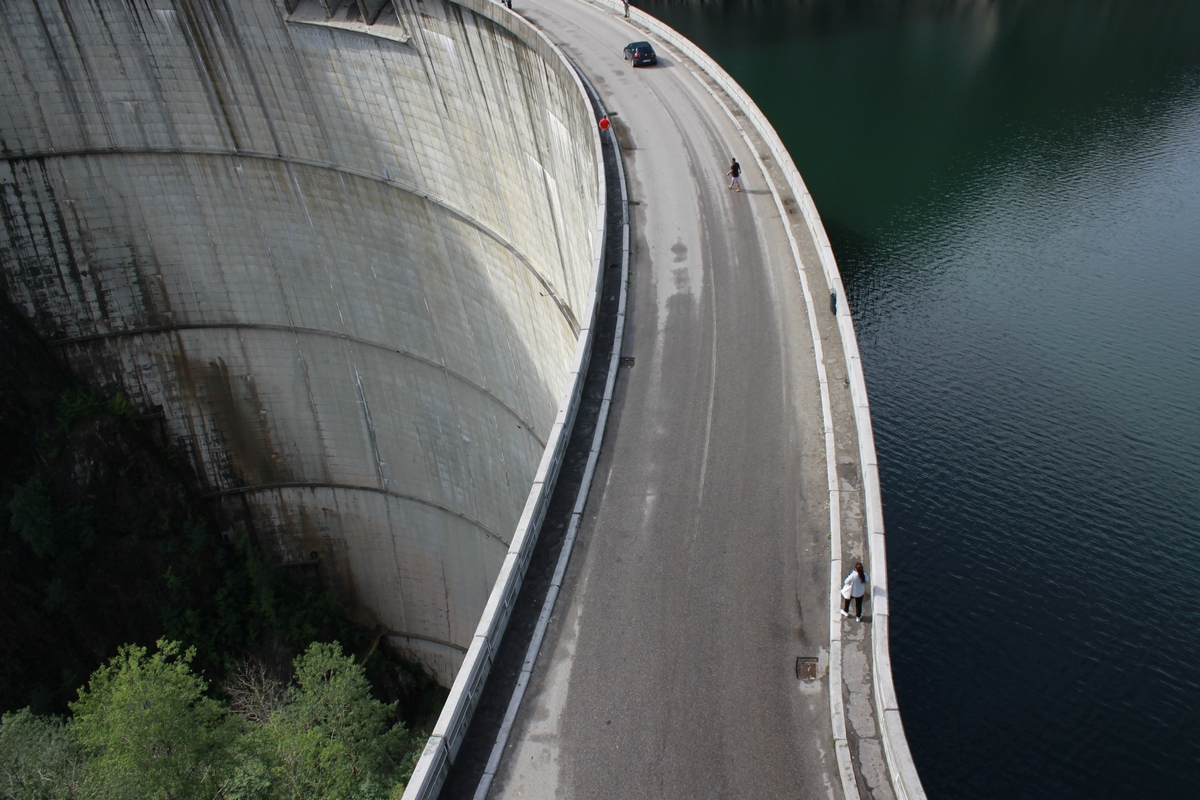
Barajul Vidraru
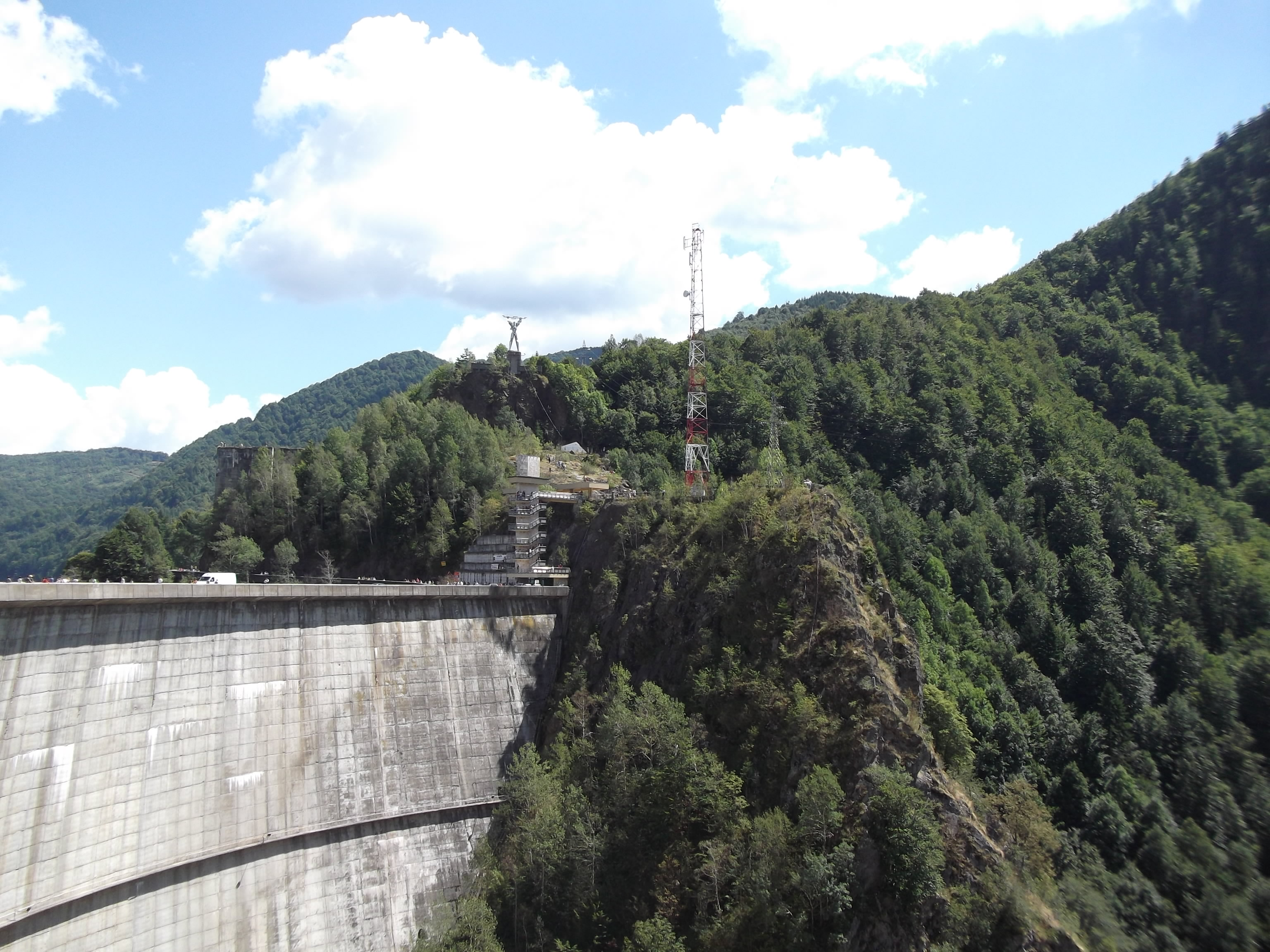
Barajul Vidraru și Statuia lui Prometeu
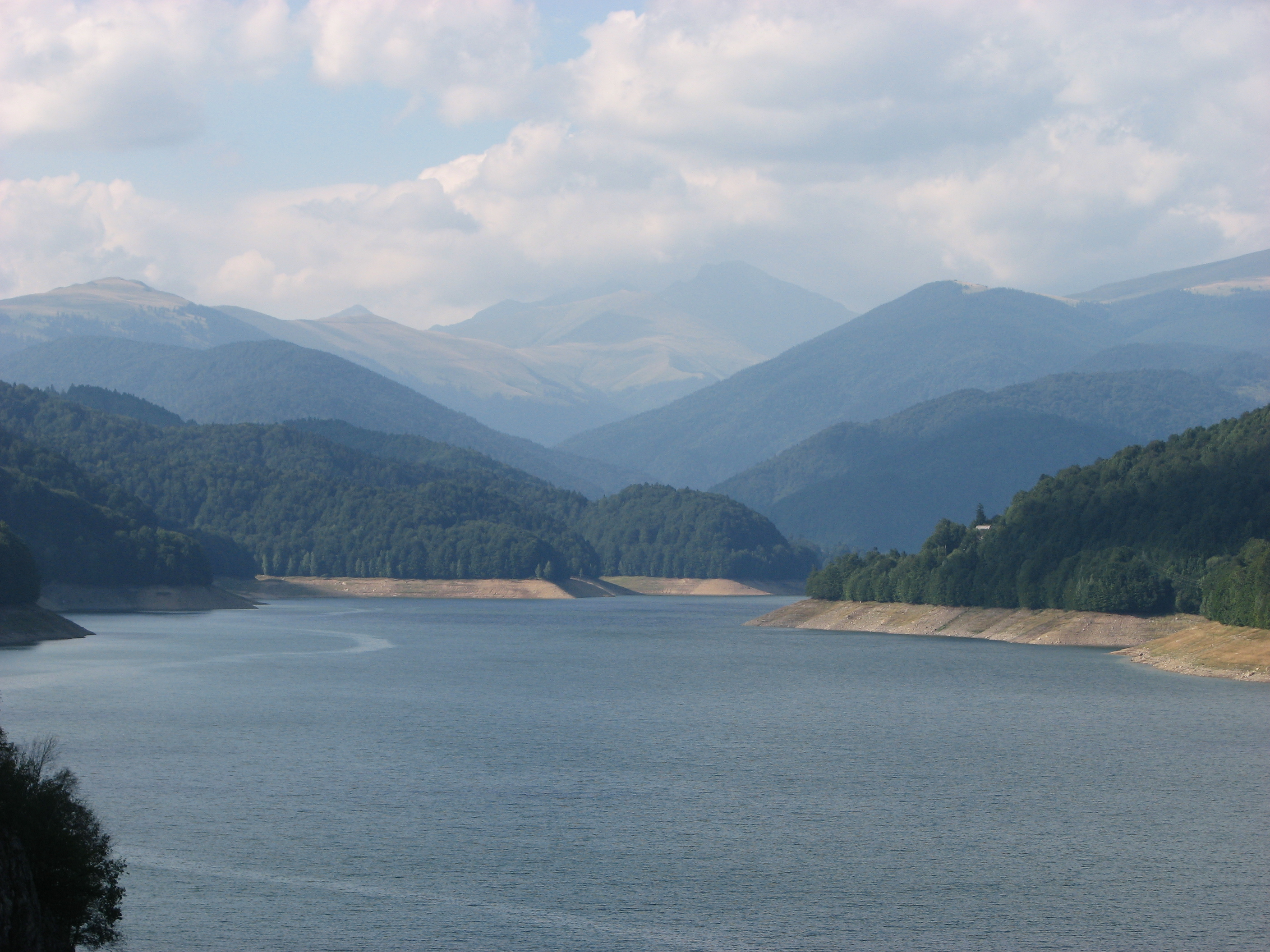